# 창원고등학교
창원고등학교(昌原高等學校)는 대한민국 경상남도 창원시 의창구 도계동에 있는 사립 고등학교이다.

## 학교 연혁
- 1950년 4월 6일 : 학교법인 창원학원 설립 인가
- 1950년 4월 6일 : 창원중학교 설립 인가
- 1978년 11월 8일 : 창원고등학교 설립 인가 (인가학급 18학급)
- 1979년 3월 5일 :  창원고등학교 제1회 신입생 입학식
- 1982년 2월 28일 : 창원고등학교 제1회 졸업식
- 1982년 10월 2일 : 창원고등학교 학칙변경 학급증설 인가 (인가학급 30학급)
- 2002년 9월 3일 : 동정동에서 도계동으로 신축 교사(校舍)로 이전
- 2005년 1월 31일 : 창원고등학교 탐구관(도서관) 개관
- 2008년 5월 22일 : 창원고등학교 극기관(체육관) 개관
- 2009년 5월 7일 : 창원고등학교 개교 30주년 기념식(교훈탑 제막)
- 2019년 5월 15일 : 창원고등학교 역사관 개관
- 2020년 7월 12일 : 제10대 학교법인 창원학원 이윤성 이사장 취임
- 2021년 8월 1일 : 창원고 제8대 정호영 교장 취임
- 2023년 1월 19일 : 제42회 졸업식(졸업생 225명, 총 17,981명)
- 2023년 3월 2일 : 제45회 입학식(신입생 219명)

## 참고 자료
- 창원고등학교 - 한국교육학술정보원 학교알리미